# Moreton-in-Marsh
Moreton-in-Marsh – miasto w Wielkiej Brytanii, w Anglii, w hrabstwie Gloucestershire. W 2001 r. miasto to zamieszkiwało 3 198 osób.